# کوواچیتسا (صربستان)
کوواچیتسا (به صربی: Kovačica) ، یک شهرستان در صربستان است که در ناحیه بانات جنوبی واقع شده‌است. کوواچیتسا ۴۱۹ کیلومتر مربع مساحت و ۲۵٬۲۷۴ نفر جمعیت دارد و ۷۸ متر بالاتر از سطح دریا واقع شده‌است.

## خواهرخوانده
شهر بانسکا بیستریتسا ، خواهرخواندهٔ کوواچیتسا (صربستان) هست.